# Cichla monoculus
Cichla monoculus é uma espécie de peixe sul-americano de água doce. É conhecido com o nome popular de tucunaré-amarelo, sendo endêmico das bacias amazônicas.

## Características
O tucunaré-amarelo difere dos demais da sua família por ter como conspícua uma mancha no início da cauda similar a um olho e barbatana dorsal com formato diferente. Seu corpo coberto com escamas é longo e um tanto alto, boca com a mandíbula mais proeminente, dentes pequenos, curvos e pontudos. Pode atingir 14 kg e cerca de 1 m de comprimento.
O colorido pode variar conforme a época do ano, apresentando dimorfismo sexual, ficando mais viva durante a reprodução, que ocorre nos meses mais quentes, de forma migratória. Tem alimentação piscívora, podendo ocorrer canibalismo e, com isso, costuma ser introduzido como meio de controle de espécies invasoras. Na bacia do rio São Francisco é considerada exótica.